# ایزبیتسا (استان پومرانی)
ایزبیتسا (به لهستانی:  Izbica) یک روستا در لهستان است که در گمینا گوووچتسه واقع شده‌است. ایزبیتسا ۲۹۹ نفر جمعیت دارد.